# Burghy
Burghy fue una empresa italiana de comida rápida especializada en hamburguesas. Fundada en 1981, llegó a contar con más de noventa restaurantes en Italia hasta su absorción por McDonald's en 1996.

## Historia
Burghy fue fundado en 1981 por los supermercados GS, con la apertura de un primer restaurante en Milán. La empresa fue pionera en introducir la comida rápida de origen estadounidense en el mercado italiano. Cuatro años después, cuando contaba con seis locales en el área metropolitana milanesa, fue adquirida por el grupo Cremonini, especializado en distribuir carne de vacuno.
Durante los años 1980, Burghy se consolidó en Italia con la apertura de nuevos locales, especialmente en el norte de Italia, y una fuerte promoción publicitaria que aprovechó la falta de presencia de sus mayores rivales, McDonald's y Burger King. La empresa patrocinó en 1993 a un equipo de baloncesto, el Virtus Roma, e incluso dio origen a una subcultura conocida como Paninaro.
En 1996, Burghy contaba con 96 restaurantes mientras que McDonald's apenas tenía 38 locales. Ese mismo año, la multinacional llegó a un acuerdo con Cremonini para absorber Burghy, a cambio de que el grupo se convirtiese en su distribuidor oficial de carne en Italia. Si bien la mayoría de locales se convirtieron ese año en franquicias de McDonald's, la marca Burghy se mantuvo en un restaurante de Casalecchio di Reno que finalmente cerró sus puertas en 2006.